# Teucholabis (Paratropesa) subchalybeia
Teucholabis (Paratropesa) subchalybeia is een tweevleugelige uit de familie steltmuggen (Limoniidae). De soort komt voor in het Neotropisch gebied.